# Raskravallerna i Chicago 1919
Raskravallerna i Chicago 1919 (engelska: Chicago race riot of 1919) var kravaller mellan i första hand vita amerikaner med irländskt ursprung och afroamerikanska medborgare i södra Chicago, South Side, som pågick mellan 27 juli och 3 augusti. Hela USA var drabbat av raskravaller sommaren 1919, och den kom att kallas "Red Summer", ungefär "den röda sommaren, på grund av blodsutgjutelsen som den ledde till.

## Händelseförlopp
I Chicago inleddes kravallerna när vita män kastade sten mot en afroamerikansk man, som möjligen träffades eller inte vågade gå i land och drunknade när han simmade i Michigansjön. Stränderna var inte officiellt segregerade, men stenarna kastades eftersom de badande kom in på områden som ansågs tillhöra den vita befolkningen. Stranden vid 29:e gatan var för vita, den vid 25:e var för svarta. Det spreds snabbt rykten i staden, ofta överdrivna och direkt felaktiga, som ledde till att människor samlades och angrep varandra.
Under kravallerna som följde dog 38 personer, varav 23 svarta och 15 vita. Mer än 1 000 svarta familjer blev hemlösa efter att deras hus bränts ner. Polisen dödade sju personer, samtliga var svarta, och fler än 500 personer skadades. De svarta hade genomgående slagits ihjäl, medan de vita hade blivit skjutna.
Kravallerna upphörde efter att delstaten Illinois guvernör Frank Lowden satte in 6 500 soldater ur den statliga milisen och de fick hjälp av ett kraftigt regnoväder för att stävja upploppen.

## Bakgrund
Under 1910-talet flyttade en stor mängd afroamerikaner till Chicago från USA:s sydstater för att få arbete och välstånd. Sydstaterna var segregerat, och segregeringen var reglerad i lag. I Chicago fanns arbete och staden var inte segregerad med stöd i lagen. Den stora flytten av människor från starkt landsbygdspräglade områden till städer och industri i nordost, i Mellanvästern och i västra USA, kom att omfatta flera miljoner människor, pågick till 1960-talet och har fått benämningen "The Great Migration". I Chicago hade den svarta befolkningen mer än fördubblats mellan 1909 och 1919 när den ökat från 44 000 till fler än 100 000. De svarta som kom till Chicago konkurrerade om okvalificerade arbeten med framförallt irländska immigranter, och de flyttade in i angränsande områden där de även konkurrerade om bostäder och stadsdelar. De irländska arbetarna var mer etablerade i staden och bättre organiserade. När de irländska arbetarna strejkade märkte de att de nyinflyttade afroamerikanerna ändå tog arbeten och agerade strejkbrytare. Politiskt var de flesta afroamerikaner republikanska, bland annat hade Abraham Lincoln varit republikan, medan de vita oftare var demokrater. Irländarna var organiserade i idrottsklubbar som även var knutna till polisen och det demokratiska partiet. Medlemmar ur idrottsklubbarna patrullerade gatorna för att skydda befolkningen. Flera unga afroamerikaner hade stridit i första världskriget och hade fått en starkare självkänsla, vilket gjorde att de var mindre benägna att vika undan för hot än den äldre generationen.

## Eftermäle
Efter upploppen tillsattes en kommission som bestod av sex vita och sex svarta medlemmar för att utröna orsakerna till upploppen. De kom bland annat fram till att de svarta dels diskriminerades gällande arbete och bostäder, dels trakasserades av polisen och rättsväsendet – och inte på samma sätt som de vita skyddades av polis och rättsväsende. Den dåvarande presidenten Woodrow Wilson lade i ett tal all skuld för uppkomsten av upploppen på den vita delen av befolkningen. Trots det fortsatte Chicago att vara en segregerad stad och rankas fortfarande (2016) högt i sådana sammanställningar i USA. Det skedde flera mindre upplopp under de följande åren och framförallt 1968, i samband med att ledaren i medborgarrättsrörelsen, Martin Luther King, mördades.